# Ligue 1 2007-08
La temporada 2007-08 de la Ligue 1 (primera división de la Liga francesa de fútbol) se desarrolló entre el 4 de agosto de 2007 y el 17 de mayo de 2008.
El Olympique de Lyon se proclamó campeón por séptimo año consecutivo.

## Sistema de competición
Toman parte en el campeonato veinte clubes que, según un sistema de liga, se enfrentaron todos contra todos en dos ocasiones, una en campo propio y otra en campo contrario, sumando un total de 38 jornadas. El calendario de enfrentamientos se estableció por sorteo antes del inicio del torneo.
Como en las ediciones precedentes, la victoria en un partido se premia con tres puntos y el empate con un punto para cada equipo. Al término del campeonato, el equipo que acumule más puntos se proclamará campeón de la liga y obtendrá la clasificación para la Liga de Campeones de la UEFA, junto con el segundo y el tercer clasificado. El cuarto clasificado obtiene una plaza para la Copa de la UEFA, mientras que el quinto se clasificará para la Copa Intertoto. Los tres últimos clasificados descienden la Ligue 2.

## Clasificación

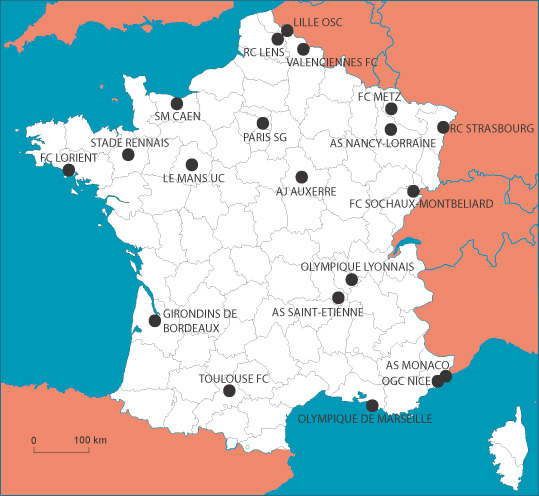
Equipos participantes en la Ligue 1 2007-08.

| Pos. | Equipo                    | Pts. | PJ | G  | E  | P  | GF | GC | Dif. | Clasificación o descenso                             |
| ---- | ------------------------- | ---- | -- | -- | -- | -- | -- | -- | ---- | ---------------------------------------------------- |
| 1    | Olympique de Lyon (C)     | 79   | 38 | 24 | 7  | 7  | 74 | 37 | +37  | Fase de grupos de la Liga de Campeones               |
| 2    | Girondins de Burdeos      | 75   | 38 | 22 | 9  | 7  | 65 | 38 | +27  | Fase de grupos de la Liga de Campeones               |
| 3    | Olympique de Marsella     | 62   | 38 | 17 | 11 | 10 | 58 | 45 | +13  | Tercera ronda clasificatoria de la Liga de Campeones |
| 4    | Nancy-Lorraine            | 60   | 38 | 15 | 15 | 8  | 44 | 30 | +14  | Primera ronda de la Copa de la UEFA                  |
| 5    | Saint-Étienne             | 58   | 38 | 16 | 10 | 12 | 47 | 34 | +13  | Primera ronda de la Copa de la UEFA                  |
| 6    | Stade Rennes              | 58   | 38 | 16 | 10 | 12 | 47 | 44 | +3   | Tercera ronda de la Copa Intertoto                   |
| 7    | Lille                     | 57   | 38 | 13 | 18 | 7  | 45 | 32 | +13  |                                                      |
| 8    | Niza                      | 55   | 38 | 13 | 16 | 9  | 35 | 30 | +5   |                                                      |
| 9    | Le Mans                   | 53   | 38 | 14 | 11 | 13 | 46 | 49 | −3   |                                                      |
| 10   | Lorient                   | 52   | 38 | 12 | 16 | 10 | 32 | 35 | −3   |                                                      |
| 11   | Caen                      | 51   | 38 | 13 | 12 | 13 | 48 | 53 | −5   |                                                      |
| 12   | Mónaco                    | 47   | 38 | 13 | 8  | 17 | 40 | 48 | −8   |                                                      |
| 13   | Valenciennes              | 45   | 38 | 12 | 9  | 17 | 42 | 40 | +2   |                                                      |
| 14   | Sochaux                   | 44   | 38 | 10 | 14 | 14 | 34 | 43 | −9   |                                                      |
| 15   | Auxerre                   | 44   | 38 | 12 | 8  | 18 | 33 | 52 | −19  |                                                      |
| 16   | París Saint-Germain       | 43   | 38 | 10 | 13 | 15 | 37 | 45 | −8   | Primera ronda de la Copa de la UEFA                  |
| 17   | Toulouse                  | 42   | 38 | 9  | 15 | 14 | 36 | 42 | −6   |                                                      |
| 18   | Lens (D)                  | 40   | 38 | 9  | 13 | 16 | 43 | 52 | −9   | Descenso de categoría                                |
| 19   | Racing de Estrasburgo (D) | 35   | 38 | 9  | 8  | 21 | 34 | 55 | −21  | Descenso de categoría                                |
| 20   | Metz (D)                  | 24   | 38 | 5  | 9  | 24 | 28 | 64 | −36  | Descenso de categoría                                |

 Fuente: [cita requerida]
Notas:
1. ↑  París Saint-Germain se clasificó para la primera ronda de la Copa de la UEFA 2008-09 al haber ganado la Copa de Francia 2007-08.

## Máximos goleadores
| #  | Jugador            | País            | Club                  | Goles |
| -- | ------------------ | --------------- | --------------------- | ----- |
| 1  | Karim Benzema      | Francia         | Olympique de Lyon     | 20    |
| 2  | Mamadou Niang      | Senegal         | Olympique de Marsella | 18    |
| 3  | Bafétimbi Gomis    | Francia         | Saint-Étienne         | 16    |
|    | Djibril Cissé      | Francia         | Olympique de Marsella | 16    |
| 5  | Fernando Cavenaghi | Argentina       | Girondins de Bordeaux | 15    |
| 6  | Bakari Koné        | Costa de Marfil | OGC Niza              | 14    |
|    | Rafik Saïfi        | Argelia         | Lorient               | 14    |
| 8  | Steve Savidan      | Francia         | Valenciennes          | 13    |
|    | Tulio de Melo      | Brasil          | Le Mans               | 13    |
| 10 | Mickael Pagis      | Francia         | Stade Rennes          | 12    |